# Paa arnoldi
Nanorana arnoldi là một loài ếch trong họ Ranidae.
Nó được tìm thấy ở Trung Quốc, Myanmar, và có thể cả Ấn Độ.
Các môi trường sống tự nhiên của chúng là các khu rừng vùng núi ẩm nhiệt đới hoặc cận nhiệt đới, sông, và suối nước ngọt. Loài này đang bị đe dọa do mất môi trường sống.